# Tareyanagi
Tareyanagi (垂柳遺跡, Tareyanagi iseki) est un site archéologique de la période Yayoi (d'environ 500 av. J.-C. à 250 apr. J.-C.) situé à Inakadate, dans la préfecture d'Aomori, sur l'ile de Honshū, au Japon. Daté d'environ 100 av. J.-C., il représente la plus ancienne trace d'agriculture connue dans le nord de Honshū. Il est classé site historique national depuis avril 2000.

## Situation
Le site de Tareyanagi est situé dans le sud-est de la commune d'Inakadate (préfecture d'Aomori), dans le nord de la région du Tōhoku, sur l'ile de Honshū, au Japon. Il s'étend sur une superficie d'environ 8 000 m2, à une altitude d'environ 30 m, dans le quartier Tareyanagi,, près de la route nationale 102 (ja) qui relie, dans la préfecture d'Aomori, Hirosaki à Towada.

## Historique
Dans les années 1930, au cours de la construction de la route nationale 102, des artéfacts sont extraits du sous-sol. En 1950, l'archéologue japonais Nobuo Itō (ja) (1908-1987) date de la période Yayoi (500 av. J.-C. - 250 apr. J.-C.) les objets en terre cuite exhumés le long du chantier de la RN 102. En 1956, au cours de l'aménagement de nouvelles terres arables à Inakadate, de nouveaux artéfacts sont exhumés ; certains présentent des traces de son de riz. Un an plus tard, l'archéologue Teruya Esaka (ja) (1919-2015) les range parmi le matériel archéologique de la période Jōmon (d'environ 13000 à 500 av. J.-C.). L'année suivante, dans le quartier Tareyanagi d'Inakadate, des fouilles conduites par Itō mettent au jour des outils de pierre taillée et plus de 200 grains de riz carbonisés.
En 1981, l'ouverture d'un chantier pour la construction d'une route près du village d'Inakadate met au jour des traces d'anciennes rizières,,,. Des fouilles révèlent alors que le riz est cultivé dans la région depuis plus de deux mille ans,,. Au bout de deux ans, sur une superficie de 8 000 m2, 656 vestiges d'anciennes rizières sont découverts. L'enquête archéologique prend fin en 1997, et le site, appelé Tareyanagi, est classé site historique national le 11 avril 2000. Dans les années 2010, 131 champs de riz séparés par des canaux d'irrigation ont été reconstitués et sont exposés à l'air libre.

## Description
Le site de Tareyanagi est constitué d'une bande de terre d'environ 8 000 m2. Lors de sa découverte, les vestiges de 656 rizières, dont l'étendue variait de 22,43 m2 à 1,11 m2, ont été mis au jour,. Une étude stratigraphique du sol a révélé des couches sédimentaires successives résultant d'inondations qui ont parfois apporté de la cendre volcanique, engendrée par l'activité éruptive des monts Hakkōda, situés à l'est d'Inakadate. Quelques-unes de ces strates sont marquées d'empreintes de pieds humains correspondant à des enfants et à des adultes. Le site est daté d'environ 100 av. J.-C., c'est-à-dire du milieu de la période Yayoi.

## Analyse
La période Yayoi s'ouvre avec l'arrivée dans le nord du Kyūshū, île située au sud-ouest de Honshū, de groupes de paysans venus de Corée. La technique de la riziculture, originaire de Chine, se répand dans l'archipel japonais, repoussant progressivement les chasseurs-cueilleurs de la période Jōmon vers le nord. Des sociétés humaines organisées autour de champs de riz inondés apparaissent,.
Avant la confirmation de la datation du site de Tareyanagi en 1983, l'hypothèse la plus communément admise dans la communauté scientifique établissait à la fin de la période Yayoi l'implantation de la culture agricole du Kyūshū dans le nord de Honshū, les conditions climatiques de la région étant considérées peu favorables au développement d'une riziculture et les poteries découvertes ressemblant à celles de sites de Hokkaidō datant de la période Jōmon,,.

## Conservation
De nombreux artéfacts découverts sur le site de Tareyanagi sont conservés et exposés dans le centre des biens archéologiques d'Inakadate, qui se trouve à quelques mètres du site. Le centre, aussi appelé musée d'Ianakadate, présente de plus une exposition permanente d'outils agricoles utilisés traditionnellement dans la riziculture locale. Une salle comprend une partie des rizières sorties de terre, une superficie de 140 m2 sur laquelle tout visiteur peut librement circuler.